# Michael John Morwood
Michael John Morwood, též známý jako Mike Morwood, (27. října 1950 – 23. července 2013) byl australský archeolog a antropolog. V září roku 2003 vedl výpravu australských a indonéských archeologů hledajících na indonéském ostrově Flores doklady pravěké migrace Homo sapiens z Asie do Austrálie. Výprava na ostrově v jeskyni Liang Bua odkryla pozůstatky hominidů staré 13 000 až 74 000 let. Michael Morwood s kolegy dospěl k názoru, že se jedná o nový druh hominida, který byl nazván Homo floresiensis, populárně přezdívaný „Hobit“. Teorie nového druhu získala mnoho zastánců i odpůrců a dosud nebyla ani uspokojivě potvrzena, ani vyvrácena.